# Silhouette (band)
Silhouette is een Nederlandse progressieve rockband die werd opgericht in Utrecht.

## Biografie
Silhouette debuteert eind 2006 met het debuutalbum A-maze, dat in eigen beheer werd uitgebracht. In de periode 2007–2009 werkte Silhouette aan een conceptalbum, getiteld Moods. De release van dit album vond plaats eind 2009. 
In 2012 bracht Silhouette het derde album uit: Across The Rubicon. Dit album verkoopt snel en de eerste persing is al in drie maanden uitverkocht.
In november 2014 verscheen een vierde album, Beyond the Seventh Wave. Dit is opnieuw een conceptalbum met als centraal thema vrijheid en is geïnspireerd op ontsnappingsverhalen zoals dat van Papillon. Tijdens het schrijven en opnemen van dit album wijzigt de samenstelling van de Silhouette als bandleden van het eerste uur, Jos Uffing (drummer/zanger) en Gerrit-Jan (GJ) Bloemink (basgitarist) worden vervangen door respectievelijk Rob van Nieuwenhuizen (tevens drummer van de progmetalband Incidense) en Jurjen Bergsma. Daarnaast is ook Daniel van der Weijde (gitarist) de band komen versterken, waarmee Brian de Graeve zich meer op de leadvocals kan concentreren. Daniel werd gerekruteerd tijdens het Marillion weekend in Port Zelande in 2012, waar hij gitarist Steve Rothery verving tijdens een zogenaamd "swap the band" optreden. 
Na 2017 werd niets meer van Silhoutte vernomen. Brian de Graeve ging verder met Realisea. 

## Bezetting

### Huidige bandleden
- Brian de Graeve – vocalen en gitaar
- Jurjen Bergsma – basgitaar
- Erik Laan – vocalen, keyboards en baspedalen
- Daniël van der Weijde – gitaar
- Rob van Nieuwenhuijzen – drumstel en overige percussie

### Voormalige bandleden
- Gerrit-Jan "GJ" Bloemink (tot 2014) – basgitaar
- Jos Uffing (tot 2013) – drumstel, vocalen en akoestische gitaar

## Discografie
- A-maze (debuutalbum, 2007)
- Moods (2009)
- Across the Rubicon (2012)
- Beyond the Seventh Wave (2014)
- Staging the Seventh Wave (livealbum, 2017)
- The World is Flat and Other Alternative Facts (2017)